# Juan de Jesús Ayala y García
Juan de Jesús Fabián Ayala y García, conosciuto come Padre Ayala (Concepción de la Vega, 27 dicembre 1789 – San Cristóbal, 22 agosto 1879), è stato un presbitero e politico dominicano.

## Biografia
All’inizio del XIX secolo la famiglia Ayala y García subì la persecuzione di cui furono vittime i coloni di Santo Domingo, quando Jean-Jacques Dessalines, nel 1805, prese centinaia di abitanti deportandoli ad Haiti. Qualche tempo dopo, Juan de Jesús ritornò con la famiglia a Concepción de la Vega e da lì si spostò a Santo Domingo per continuare i suoi studi per la preparazione al sacerdozio. Per motivi di salute dovette interrompere gli studi prima dell'ordinazione sacerdotale e ritornò a Concepción de la Vega, dove prestò servizio come accolito nella chiesa di padre José Tavarez.  Nel 1809 partecipò alla guerra per la riconquista spagnola di Santo Domingo, ma venne ferito ad un braccio; ricoverato in ospedale a Baní, fece amicizia con il parroco della chiesa di Santa Bárbara, padre José Ruiz, che lo aiutò a ricevere lezioni di latino e teologia dal dottor Tomas Correa y Cidrón. Nel 1814 Ayala si iscrisse all'Universidad Santo Tomás de Aquino a Santo Domingo e nel 1815 fu ordinato prete. Continuò a studiare diritto civile e diritto canonico fino al 1816, poi insegnò filosofia per un anno, quindi venne nominato parroco nella chiesa San Juan Bautista a Bayaguana. Nell'agosto del 1820 fu trasferito a San Cristóbal, che era allora una comunità rurale in cui la parrocchia era composta da diversi eremi; a capo della parrocchia era l'eremo situato nello zuccherificio della fattoria San Cristóbal, che diede il nome alla comunità. Padre Ayala cominciò ad impegnarsi per la costruzione di una parrocchia vera e propria, cominciando dall'acquisto del terreno. Nel 1822, dopo l'annessione di Santo Domingo da parte di Haiti, San Cristóbal fu elevata a comune e padre Ayala divenne ufficialmente il primo parroco della cittadina. Nel 1828 cominciò la costruzione della parrocchia Sagrado Corazon de Jesús, che fu completata nel 1836. Nel 1844 Santo Domingo conquistò l'indipendenza da Haiti e padre Ayala fu eletto deputato all'Assemblea costituente; il sacerdote contribuì all'elaborazione della Costituzione di Santo Domingo e ne fu uno dei firmatari, in rappresentanza della provincia di San Cristóbal. Fra il 1866 e il 1867 padre Ayala fu  amministratore diocesano dell'arcidiocesi di Santo Domingo; in seguito fu nominato vicario generale della stessa diocesi, direttore del seminario diocesano e decano della cattedrale. Scrisse anche un libro di memorie intitolato Desgracias de Santo Domingo, dove ha raccontato le traversie che hanno subito vari cittadini, tra cui lui stesso, quando furono deportati ad Haiti nel 1805 per ordine di Dessalines. Padre Ayala è morto quasi novantenne ed è stato tumulato a San Cristobal nella parrocchia Sagrado Corazon de Jesus, di cui aveva promosso la costruzione.

## Riferimenti
- Rufino Martínez, Diccionario Biográfico- historico dominicano, 1971 (reprint), p. 47
- Mons. Juan Antonio Flores Santana, La Isla Española cuna de la Civilización de América, 2011, pp. 187-189
- Patria Quisqueyna Concepción, La Influencia de la Iglesia Católica en la Educación Vegana, 1992, pp. 42- 45.
- Mario Concepción, La Vega y sus calles, 1986, pp. 110 y 111